# Magdalena Odarda
María Magdalena Odarda (Córdoba,  8 de diciembre de 1965) es una abogada especializada en derecho de familia y política argentina que se desempeñó como presidenta del Instituto Nacional de Asuntos Indígenas, dependiente del Ministerio de Justicia y Derechos Humanos de la Nación.

## Biografía
Tras recibirse de la Universidad Nacional de Córdoba se mudó a la localidad de Sierra Grande en la provincia de Río Negro. Allí fue docente y asesoró a diferentes gremios. Tiene un posgrado en Derecho Constitucional. Es divorciada y actualmente vive con sus dos hijos (Juan Facundo y Juan Ernesto) en Viedma, la capital provincial.
En 1999 llegó a ser concejal en la ciudad de Sierra Grande; en el 2000 asesora legislativa y en el 2003 legisladora provincial representando al ARI. Fue presidente de Coalición Cívica ARI en la provincia de Río Negro hasta 2015. En 2011 fue candidata a Gobernadora de la provincia de Río Negro representando a la Coalición Cívica ARI. En esa oportunidad obtuvo tan solo el 5,34% de los votos siendo Carlos Soria, del Frente Para la Victoria, el ganador con un 49,11% de los votos. 
En 2013, tras atravesar las Primarias Abiertas Simultáneas y Obligatorias y obtener 18% de los votos, fue elegida Senadora Nacional representado a la minoría de Río Negro por la Alianza Frente Progresista, con el 26,28% de los votos. La elección fue ganada por el Frente para la Victoria encabezado por Miguel Pichetto que obtuvo el 49,95%.
En 2015, fue candidata a gobernadora por el Frente Progresista por la Igualdad y la República, compitiendo contra Miguel Pichetto y Alberto Weretilneck. Obtuvo el tercer lugar, con el 10% de los votos.
Odarda como presidente de la Coalición Cívica ARI Río Negro, al igual que Pablo Javkin presidente del partido en Santa Fe, decidió mantener líneas independientes del orden nacional del partido y no conformar Cambiemos. Finalmente, en noviembre de 2017 las autoridades y parlamentarios la Coalición Cívica rionegrina decidieron abandonar la Coalición Cívica ARI y conformar su propio partido provincial, denominado RIO.
En diciembre de 2017, el semanario "Parlamentario" volvió a destacar y reconocer a Odarda como una de las «legisladoras más laboriosas del país».